# Caterina Scarpellini
Caterina Scarpellini (Foligno, Italia, 29 de octubre de 1808 – Roma, 28 de noviembre de 1873) fue una astrónoma  y meteoróloga italiana.
Nacida en Foligno el 29 de octubre de 1808, Scarpellini se trasladó a Roma a los 18 años. Allí fue ayudante de su tío, el científico y director del Observatorio Romano del Campidoglio Feliciano Scarpellini. También fue miembro correspondiente de la Accademia dei Georgofili en Florencia.
Descubrió un cometa el 1 de abril de 1854 y estableció una estación meteorológica en Roma en 1856. En 1872 obtuvo el reconocimiento del gobierno italiano por su trabajo, muriendo el 28 noviembre del año siguiente.
Uno de los cráteres de Venus lleva su nombre.